# إدواردز ديفيس
إدواردز ديفيس (بالإنجليزية: Edwards Davis)‏ هو ممثل أمريكي، ولد في 17 يونيو 1867 في سانتا كلارا في الولايات المتحدة، وتوفي في 17 مايو 1936 في هوليوود في الولايات المتحدة.

## وصلات خارجية
- إدواردز ديفيس على موقع IMDb (الإنجليزية)
- إدواردز ديفيس على موقع تيرنر كلاسيك موفيز (الإنجليزية)
- إدواردز ديفيس على موقع أول موفي (الإنجليزية)
- إدواردز ديفيس على موقع قاعدة بيانات برودواي على الإنترنت (الإنجليزية)
- إدواردز ديفيس على موقع قاعدة بيانات برودواي على الإنترنت (الإنجليزية)
- إدواردز ديفيس على موقع قاعدة بيانات الفيلم (الإنجليزية)